# Фон-дю-Лак (округ)
Округ Фон-Дю-Лак (англ. Fond du Lac County) располагается в штате Висконсин, США. Официально образован в 1836 году. По состоянию на 2010 год, численность населения составляла 101 633 человека.

## География
По данным Бюро переписи США, общая площадь округа равняется 1983,942 км2, из которых 1864,802 км2 суша и 119,140 км2 или 6,000 % это водоемы.

### Соседние округа
- Округ Уиннебейго — север
- Округ Кальюмет — северо-восток
- Округ Шебойган — восток
- Округ Вашингтон — юго-восток
- Округ Додж — юго-запад
- Округ Грин-Лейк — запад

## Население
По данным переписи населения 2000 года в округе проживает 97 296 жителей в составе 36 931 домашних хозяйств и 25 482 семей. Плотность населения составляет 52,00 человека на км2. На территории округа насчитывается 39 271 жилых строений, при плотности застройки около 21,00-го строения на км2. Расовый состав населения: белые — 96,16 %, афроамериканцы — 0,90 %, коренные американцы (индейцы) — 0,38 %, азиаты — 0,87 %, гавайцы — 0,03 %, представители других рас — 0,84 %, представители двух или более рас — 0,82 %. Испаноязычные составляли 2,04 % населения независимо от расы.
В составе 32,80 % из общего числа домашних хозяйств проживают дети в возрасте до 18 лет, 57,70 % домашних хозяйств представляют собой супружеские пары проживающие вместе, 7,80 % домашних хозяйств представляют собой одиноких женщин без супруга, 31,00 % домашних хозяйств не имеют отношения к семьям, 25,40 % домашних хозяйств состоят из одного человека, 10,80 % домашних хозяйств состоят из престарелых (65 лет и старше), проживающих в одиночестве. Средний размер домашнего хозяйства составляет 2,52 человека, и средний размер семьи 3,04 человека.
Возрастной состав округа: 25,20 % моложе 18 лет, 9,40 % от 18 до 24, 28,70 % от 25 до 44, 22,40 % от 45 до 64 и 22,40 % от 65 и старше. Средний возраст жителя округа 37 лет. На каждые 100 женщин приходится 95,30 мужчин. На каждые 100 женщин старше 18 лет приходится 92,20 мужчин.